# Unión Regional Deportiva
La Unión Regional Deportiva, conocida en sus orígenes como Unión Transitoria de Ligas o Unión Permanente de Ligas, es una unión de ligas de fútbol de la provincia de Buenos Aires bajo la órbita del Consejo Federal de Fútbol, indirectamente asociadas a la Asociación del Fútbol Argentino. Esta unión, constituida en 2007, está actualmente conformada por la Liga Tandilense de Fútbol, la Liga Ayacuchense de Fútbol, la Liga Rauchense de Fútbol y la Liga Juarense de Fútbol —que se unió en 2010—.
La temporada inicial, que data de 2007, enfiló a 18 equipos. En el año 2010 se sumó la liga cabecera de Benito Juárez, ampliándose la cantidad de escuadras. En la temporada 16.º, 2023, 23 clubes formen parte de la primera división, récord para la unión deportiva. Con este panorama, se convierte en una de las uniones de ligas más grandes del sistema de ligas argentino.
A partir de 2019, tras varias temporadas, las categorías mayores pasaron a jugar en días domingo. A su vez, se disputó un torneo con carácter de transición, ya que estaba pautado que a partir de la temporada 2020, se divida la Primera división en dos categorías, A y B. Finalmente, el comité organizador terminó suspendiendo la temporada oficial completa, debido a la pandemia de COVID-19.
Desde la temporada 2021 los equipos participantes se dividen en dos categorías: «A» y «B», con sistema de ascensos y descensos directos, más promociones.
La Unión Regional Deportiva regularmente otorga plazas para el Torneo Regional Federal Amateur, certamen de la cuarta categoría en el sistema de ligas argentino. Anteriormente los campeones disputaban los Torneo Argentino B, C o Torneo del Interior, según el nombre del momento.

## Clubes registrados

### Primera división «A»
| Club                                       | Ciudad        | Fundación | Títulos |
| ------------------------------------------ | ------------- | --------- | ------- |
| Club Atlético Ayacucho                     | Ayacucho      | 1918      | 3       |
| Club Defensores Ayacucho                   | Ayacucho      | 1918      | 1       |
| Club Atlético Sarmiento (Ayacucho)         | Ayacucho      | 1922      | 1       |
| Club Social y Deportivo Loma Negra         | Barker        | 1947      | 0       |
| Club Atlético Juarense                     | Benito Juárez | 1905      | 2       |
| Centro Social Velense                      | M. I. Vela    | 1910      | 0       |
| Club Atlético Deportivo Rauch              | Rauch         | 2019      | 0       |
| Club Atlético y Biblioteca Ferrocarril Sud | Tandil        | 1919      | 3       |
| Club Gimnasia y Esgrima                    | Tandil        | 1934      | 0       |
| Club Independiente                         | Tandil        | 1918      | 5       |
| Club y Biblioteca Ramón Santamarina        | Tandil        | 1913      | 1       |
| Universidad Nacional del Centro            | Tandil        | 1974      | 3       |

### Primera división «B»
| Club                                            | Ciudad        | Fundación | Títulos |
| ----------------------------------------------- | ------------- | --------- | ------- |
| Ateneo Cultural y Deportivo José Manuel Estrada | Ayacucho      | 1951      | 0       |
| Club Social y Deportivo Argentino               | Benito Juárez | 2006      | 0       |
| Club Atlético San Lorenzo                       | Rauch         | 1991      | 0       |
| Botafogo Fútbol Club                            | Rauch         | 1956      | 0       |
| Club Defensores del Cerro                       | Tandil        | 2005      | 0       |
| Club Social y Deportivo Tandil                  | Tandil        | 2008      | 0       |
| Club Social y Deportivo Excursionistas          | Tandil        | 1957      | 1       |
| Club Grupo Universitario                        | Tandil        | 1984      | 0       |
| Club Deportivo San José                         | Tandil        | 1979      | 0       |
| Sociedad de Fomento Unión y Progreso            | Tandil        | 1939      | 0       |
| Club Atlético Oficina                           | Tandil        | 2024      | 0       |

## Ediciones

### Formato de una sola categoría
| Edición | Temporada | Campeón                                                                                   | Subcampeón                                                                                |
| ------- | --------- | ----------------------------------------------------------------------------------------- | ----------------------------------------------------------------------------------------- |
| I       | 2007      | Independiente (Tandil)                                                                    | Gimnasia y Esgrima (Tandil)                                                               |
| II      | 2008      | Independiente (Tandil)                                                                    | Gimnasia y Esgrima (Tandil)                                                               |
| III     | 2009      | Santamarina (Tandil)                                                                      | Independiente (Tandil)                                                                    |
| IV      | 2010      | Atlético Ayacucho/Defensores (Ayacucho)                                                   | Sarmiento (Ayacucho)                                                                      |
| V       | 2011      | Ferrocarril Sud (Tandil)                                                                  | Sarmiento (Ayacucho)                                                                      |
| VI      | 2012      | Ferrocarril Sud (Tandil)                                                                  | Excursionistas (Tandil)                                                                   |
| VII     | 2013      | Independiente (Tandil)                                                                    | Ferrocarril Sud (Tandil)                                                                  |
| VIII    | 2014      | Atlético Ayacucho (Ayacucho)                                                              | Independiente (Tandil)                                                                    |
| IX      | 2015      | Independiente (Tandil)                                                                    | Grupo Universitario (Tandil)                                                              |
| X       | 2016      | Independiente (Tandil)                                                                    | Universidad Nacional del Centro (Tandil)                                                  |
| XI      | 2017      | Excursionistas (Tandil)                                                                   | Gimnasia y Esgrima (Tandil)                                                               |
| XII     | 2018      | Sarmiento (Ayacucho)                                                                      | Grupo Universitario (Tandil)                                                              |
| XIII    | 2019      | Ferrocarril Sud (Tandil)                                                                  | Atlético Ayacucho (Ayacucho)                                                              |
| —       | 2020      | Campeonato programado, pero no disputado, por la pandemia del COVID-19. Se aplazó a 2021. | Campeonato programado, pero no disputado, por la pandemia del COVID-19. Se aplazó a 2021. |

### Formato de dos categorías: Primera «A» y Primera «B»
| Edición | Temporada | Campeón Primera «A» | Subcampeón Primera «A» | Campeón Primera «B»    | Subcampeón Primera «B» |
| ------- | --------- | ------------------- | ---------------------- | ---------------------- | ---------------------- |
| XIV     | 2021      | Santamarina         | Independiente          | Defensores del Cerro   | Defensores de Ayacucho |
| XV      | 2022      | Atlético Ayacucho   | Velense                | Defensores de Ayacucho | Deportivo Rauch        |

### Formato de dos categorías: Primera «A» y Primera «B», con títulos intermedios
| Edición | Temporada | Campeón Primera «A» | Subcampeón Primera «A» | Campeón Primera «A» Apertura | Campeón Primera «A» Clasura | Campeón Primera «B» | Subcampeón Primera «B» |
| ------- | --------- | ------------------- | ---------------------- | ---------------------------- | --------------------------- | ------------------- | ---------------------- |
| XVI     | 2023      | Gimnasia y Esgrima  | Independiente          | Gimnasia y Esgrima           | Independiente               | Grupo Universitario | Ateneo Estrada         |

## Copa de la URD
| Edición | Temporada                | Campeón            | Subcampeón  |
| ------- | ------------------------ | ------------------ | ----------- |
| I       | Copa «Juan Triszcz» 2022 | Ferrocarril Sud    | Santamarina |
| II      | Copa «Bicentenario» 2023 | Gimnasia y Esgrima | Santamarina |

## Cantidad de títulos por equipo
A partir de la 16.ª temporada, la 2023, los campeones de los torneos dentro del año calendario también contarán como título oficial.

### Primera división «A»
Hasta la decimoquinta temporada, la 2022, solo se contabilizaron como campeones a los vencedores anuales. A partir de 2023, con el estreno de Gimnasia y Esgrima en el podio, los campeonatos intermedios de la temporada se contabilizan como títulos oficiales.
| Equipo                  | Ciudad        | Campeón                                   | Subcampeón                    |
| ----------------------- | ------------- | ----------------------------------------- | ----------------------------- |
| Independiente           | Tandil        | 6 (2007, 2008, 2013, 2015, 2016, CL-2023) | 4 (2009, 2014, 2021, CC-2023) |
| Ferrocarril Sud         | Tandil        | 3 (2011, 2012, 2019)                      | 1 (2013)                      |
| Atlético Ayacucho       | Ayacucho      | 3 (2010, 2014, 2022)                      | 1 (2019)                      |
| Santamarina             | Tandil        | 2 (2009, 2021)                            |                               |
| Gimnasia y Esgrima      | Tandil        | 2 (AP-2023, CC-2023)                      | 3 (2007, 2008, 2017)          |
| Defensores              | Ayacucho      | 1 (2010)                                  |                               |
| Excursionistas (Tandil) | Tandil        | 1 (2017)                                  | 1 (2012)                      |
| Sarmiento               | Ayacucho      | 1 (2018)                                  | 2 (2010, 2011)                |
| Grupo Universitario     | Tandil        |                                           | 2 (2015, 2018)                |
| UNICEN                  | Tandil        |                                           | 1 (2016)                      |
| Velense                 | María Ignacia |                                           | 1 (2022)                      |

### Primera división «B»
| Equipo                 | Ciudad   | Campeón  | Subcampeón |
| ---------------------- | -------- | -------- | ---------- |
| Defensores de Ayacucho | Ayacucho | 1 (2022) | 1 (2021)   |
| Defensores del Cerro   | Tandil   | 1 (2021) |            |
| Grupo Universitario    | Ayacucho | 1 (2023) |            |
| Deportivo Rauch        | Rauch    |          | 1 (2022)   |
| Ateneo Estrada         | Ayacucho |          | 1 (2023)   |

## Goleadores por torneo
| 2007 | Sin información               | Sin información                          | Sin información | Sin información | Sin información |
| 2008 | Adrián Roelofs                | Sarmiento (Ayacucho)                     | 20              |                 |                 |
| 2009 | Adrián Roelofs                | Sarmiento (Ayacucho)                     | 18              |                 |                 |
| 2010 | Adrián Roelofs                | Sarmiento (Ayacucho)                     | 19              |                 |                 |
| 2011 | Julián Aguirre                | Atlético Ayacucho                        | 20              |                 |                 |
| 2012 | Gonzalo Rotonda               | Independiente (Tandil)                   | 17              |                 |                 |
| 2013 | Luciano Silva                 | Juarense (Benito Juárez)                 | 19              |                 |                 |
| 2014 | Luciano Silva Santiago Aladro | Juarense (Juárez) Independiente (Tandil) | 12              |                 |                 |
| 2015 | Luciano Silva                 | Juarense (Benito Juárez)                 | 16              |                 |                 |
| 2016 | Luciano Silva                 | Juarense (Benito Juárez)                 | 26              |                 |                 |
| 2017 | Mauro Ruiz Sánchez            | Velense (María Ignacia Vela)             | 14              |                 |                 |
| 2018 | Luciano Silva                 | Juarense (Benito Juárez)                 | 29              |                 |                 |
| 2019 | Luciano Silva                 | Juarense (Benito Juárez)                 | 16              |                 |                 |
| 2021 | Joaquín Elia Luciano Sequeira | Loma Negra (Barker) UNICEN (Tandil)      | 8               |                 |                 |
| 2022 | Mauro Ruiz Sánchez            | Velense (María Ignacia Vela)             | 17              |                 |                 |

## Clasificación histórica

### Primera división «A»
| #    | Equipo                 | Ciudad        | Temp. | Pts. | PJ  | PG  | PE | PP  | GF  | GC  | Dif. | Efe % | Títulos | GFp  | GCp  |
| ---- | ---------------------- | ------------- | ----- | ---- | --- | --- | -- | --- | --- | --- | ---- | ----- | ------- | ---- | ---- |
| 1.º  | Independiente          | Tandil        | 14    | 663  | 319 | 198 | 69 | 52  | 697 | 275 | 422  | 69,3% | 5       | 2,18 | 0,86 |
| 2.º  | Ferrocarril Sud        | Tandil        | 14    | 574  | 306 | 166 | 76 | 64  | 600 | 306 | 294  | 62,5% | 3       | 1,96 | 1,00 |
| 3.º  | Sarmiento              | Ayacucho      | 14    | 534  | 297 | 155 | 69 | 73  | 572 | 341 | 231  | 59,9% | 1       | 1,93 | 1,15 |
| 4.º  | Santamarina            | Tandil        | 14    | 530  | 286 | 157 | 59 | 70  | 591 | 301 | 290  | 61,8% | 2       | 2,07 | 1,05 |
| 5.º  | Atlético Ayacucho      | Ayacucho      | 14    | 527  | 302 | 152 | 71 | 79  | 543 | 354 | 189  | 58,2% | 2       | 1,80 | 1,17 |
| 6.º  | UNICEN                 | Tandil        | 14    | 466  | 290 | 135 | 61 | 94  | 495 | 393 | 102  | 53,6% |         | 1,71 | 1,36 |
| 7.º  | Gimnasia y Esgrima     | Tandil        | 14    | 459  | 292 | 129 | 72 | 91  | 486 | 377 | 109  | 52,4% |         | 1,66 | 1,29 |
| 8.º  | Grupo Universitario    | Tandil        | 14    | 444  | 286 | 127 | 63 | 96  | 522 | 350 | 172  | 51,7% |         | 1,83 | 1,22 |
| 9.º  | Velense                | Vela          | 14    | 436  | 282 | 126 | 58 | 98  | 494 | 419 | 75   | 51,5% |         | 1,75 | 1,49 |
| 10.º | Excursionistas         | Tandil        | 13    | 427  | 284 | 121 | 64 | 99  | 495 | 388 | 107  | 50,1% | 1       | 1,74 | 1,37 |
| 11.º | Juarense               | Benito Juárez | 11    | 373  | 227 | 106 | 55 | 66  | 449 | 319 | 130  | 54,8% |         | 1,98 | 1,41 |
| 12.º | Defensores de Ayacucho | Ayacucho      | 13    | 355  | 277 | 96  | 67 | 114 | 387 | 419 | -32  | 42,7% | 1       | 1,40 | 1,51 |
| 13.º | San José               | Tandil        | 13    | 340  | 264 | 93  | 61 | 110 | 347 | 377 | -30  | 42,9% |         | 1,31 | 1,43 |
| 14.º | Villa Aguirre          | Tandil        | 12    | 316  | 237 | 88  | 52 | 97  | 337 | 389 | -52  | 44,4% |         | 1,42 | 1,64 |
| 15.º | Ateneo Estrada         | Ayacucho      | 13    | 306  | 271 | 79  | 69 | 123 | 316 | 442 | -126 | 37,6% |         | 1,17 | 1,63 |
| 16.º | Loma Negra             | Villa Cacique | 12    | 282  | 239 | 72  | 66 | 101 | 333 | 441 | -108 | 39,3% |         | 1,39 | 1,85 |
| 17.º | Botafogo               | Rauch         | 14    | 247  | 268 | 64  | 55 | 149 | 342 | 566 | -224 | 30,7% |         | 1,28 | 2,11 |
| 18.º | Defensores del Cerro   | Tandil        | 8     | 204  | 173 | 57  | 33 | 83  | 262 | 333 | -71  | 39,3% |         | 1,51 | 1,92 |
| 19.º | Argentino              | Benito Juárez | 9     | 195  | 184 | 50  | 45 | 89  | 226 | 345 | -119 | 35,3% |         | 1,23 | 1,88 |
| 20.º | San Lorenzo            | Rauch         | 12    | 187  | 231 | 47  | 46 | 138 | 249 | 532 | -283 | 27,0% |         | 1,08 | 2,30 |
| 21.º | Deportivo Tandil       | Tandil        | 11    | 184  | 222 | 46  | 46 | 130 | 238 | 539 | -301 | 27,6% |         | 1,07 | 2,43 |
| 22.º | Alumni                 | Benito Juárez | 7     | 141  | 145 | 37  | 30 | 78  | 186 | 307 | -121 | 32,4% |         | 1,28 | 2,12 |
| 23.º | Unión y Progreso       | Tandil        | 7     | 126  | 140 | 30  | 36 | 74  | 173 | 290 | -117 | 30,0% |         | 1,24 | 2,07 |
| 24.º | Juventud Agraria       | Rauch         | 8     | 67   | 151 | 16  | 19 | 116 | 114 | 410 | -296 | 14,8% |         | 0,75 | 2,72 |
| 25.º | San Manuel             | San Manuel    | 2     | 62   | 41  | 16  | 14 | 11  | 89  | 60  | 29   | 50,4% |         | 2,17 | 1,46 |
| 26.º | Jorge Newbery          | Tandil        | 2     | 23   | 34  | 5   | 8  | 21  | 43  | 83  | -40  | 22,5% |         | 1,26 | 2,44 |
| 27.º | Ferroviarios           | Benito Juárez | 2     | 9    | 40  | 2   | 3  | 35  | 21  | 123 | -102 | 7,5%  |         | 0,53 | 3,08 |
| 28.º | Deportivo Rauch        | Rauch         | 1     | 8    | 23  | 2   | 2  | 19  | 18  | 82  | -64  | 11,6% |         | 0,78 | 3,57 |
| 29.º | La Movediza            | Tandil        | 2     | 6    | 34  | 1   | 3  | 30  | 19  | 148 | -129 | 5,9%  |         | 0,56 | 4,35 |